# AGOV
AGOV ist das Behörden-Login der Schweiz und ein Vorhaben der Digitalen Verwaltung Schweiz. Es soll bei allen Schweizer Behörden zum Einsatz kommen. AGOV ist kein bewusst gewähltes Akronym, als inoffizielle Gedankenstütze hilft aber sicher der ausgeschriebene Begriff "Authentifizierungsdienst GOVernment".
Mit AGOV wird der elektronische Verkehr mit den Behörden von Bund, Kantonen und Gemeinden vereinfacht. Mit dem AGOV-Login kann z. B. in den Pilot-Kantonen Zürich und Appenzell Ausserrhoden als unkomplizierter Zugang zur elektronischen Steuererklärung genutzt werden und die geplante staatliche elektronische Identität soll mit dem AGOV-Login verknüpft werden. Im Gegensatz zum bisherigen CH-Login kommt das AGOV-Login aber nicht nur bei Bundesbehörden, sondern bei allen Schweizer Behörden zum Einsatz kommen. Die Nutzung ist für Privatpersonen als auch für Firmen kostenlos. Das Portal ist barrierefrei bedienbar für blinde und sehbehinderte Nutzer.

## AGOV access app
Die app ist für iOS 12 oder Android 6 oder neuer verfügbar.

## AGOV Verbreitung
Der Betrieb startete mit zwei Pilotkantonen. Ende des dritten Quartals nutzen schon 5 Kantone das Portal. Weitere Kantone planen den Einsatz.
- Kanton Appenzell Ausserrhoden[10]
- Kanton Basel Stadt[11][12][13]
- Kanton Bern[14] (Ab Juli 2025 müssen E-Services Nutzende des Kantons Bern über ein AGOV-Konto verfügen um die E-Services zu nutzen)[15]
- Kanton Glarus[16]
- Kanton Luzern[17]
- Kanton Schaffhausen[18]
- Kanton Wallis[19]
- Kanton Zürich[20]
- Kanton Aargau

## AGOV und Schweizer e-ID
Die staatliche Schweizer e-ID wird in AGOV direkt als Loginfaktor einsetzbar sein und macht somit die AGOV access App (und Sicherheitsschlüssel) für e-ID-Nutzende obsolet. Das AGOV-Login mit der AGOV Access App oder einem Sicherheitsschlüssel bleibt weiterhin als Alternative verfügbar. Somit haben die Endbenutzenden die freie Wahl, ob sie die e-ID, die AGOV Access App oder den Sicherheitsschlüssel als Login-Faktor nutzen möchten. AGOV wird auch das Verknüpfen mit bestehenden AGOV-Konten mit der neuen e-ID (n:1) unterstützen. Die e-ID bringt für AGOV und den dahinterliegenden Zielapplikationen den Mehrwert, dass die effektive Identität der Endbenutzenden verlässlich bestätigt ist, ohne dass in AGOV Identitätsprüfungsverfahren wie z. B. Videoidentifikation durchlaufen werden müssen.